# 朝阳北塔

41°34′44″N 120°27′23″E / 41.57889°N 120.45639°E
朝阳北塔位于中华人民共和国辽宁省朝阳市双塔区，因早年朝阳城内有3座塔，该塔位置最北而得名。该塔在史料中缺少明文记载，在1984年至1992年的大规模维修中，考古队员在施工中发现了朝阳北塔下方的十六国时期、北魏、隋代、唐代和辽代的夯土塔基，并最终结合史料和其他考古后发现现存塔为唐代所建，并于辽代重修。因其下方的塔基跨越5个时代，该塔也被誉为“五世同堂塔”或“五世同体塔”。该塔为十三层密檐式砖塔，高42.6米，由下至上依次由台基、须弥座、塔身、密檐和塔刹部分组成。塔身面南开有塔门，通过塔门可进入塔心室。塔心室最高处可达27米，的正下方有一座地宫，正上方则有一座天宫，天宫内于1988年出土了2枚释迦牟尼真身舍利。1988年，朝阳北塔被列为全国重点文物保护单位。

## 历史
朝阳北塔在清代之前没有太多的明文记载，在1984年至1992年的大规模维修中，考古队员在施工中发现了朝阳北塔下方的十六国时期、北魏、隋代、唐代和辽代的夯土塔基。在结合史料和其他出土文物之后，考古人员才最终确定了朝阳北塔的历史。该塔始建于北魏年间，由冯太后下令修建，初名为“思燕佛图”，建筑位置位于原前燕、后燕、北燕的宫殿建筑基址之上。隋朝仁寿二年（602年），营州为了安放隋文帝所赐佛舍利，在原思燕佛图的位置上新建了一座“梵幢寺塔”。唐玄宗天宝年间，该塔被赐名“开元寺塔”并再次重修。辽代时，该塔被重命名为延昌寺塔并先后两次加以重修，重修后的朝阳北塔保留了原有唐塔的一部分塔檐。

## 结构
朝阳北塔位于中华人民共和国辽宁省朝阳市双塔区，因早年朝阳城内有3座塔，该塔位置最北而得名。该塔通体高42.6米，为13级密檐空筒式方形砖塔，由下至上依次为夯土台基、砖台座、须弥座、塔身、塔檐、塔刹。

### 台基、台座和须弥座
夯土台基长宽相近，约为100米，高7米，原为北燕龙城宫殿遗址。台基上方为青砖砌筑的方形台座，宽26米，高5.1米，台座外边缘至须弥座距离为1.3米。台座的西南角和东南角均有可供登上台座顶部的转角踏步。台座的东、南、北三个方向正中修有券门或走廊，在走廊内可以看到北燕的柱础石，以及北魏、隋代、唐代和辽代等四个时代的夯土或砖砌塔基。因其特殊的塔基结构，朝阳北塔也被誉为“五世同堂塔”或“五世同体塔”。台座上方为须弥座，通高4.35米，宽15.15米。底部为三重仰莲，仰莲以上的部分依次为砖台、假门、圭脚、枋、枭、束腰等部分。须弥座的正南面开有一扇可以通向塔心室的券门。此外，东、西、北三面正中为假门，均高1.95米，宽1.45米。东西两侧的假门两侧为力士造像，北侧假门两侧则为飞天造像。束腰部分每面各开有6个壸门，其内雕刻有化生童子、牡丹、团莲、舞伎、乐师等造像。塔心室由须弥座的南券门进入，平面呈方形，高27米，下大下小，底部边长5.7米，顶部仅0.86米。内有一尊大日如来佛像。

### 塔身

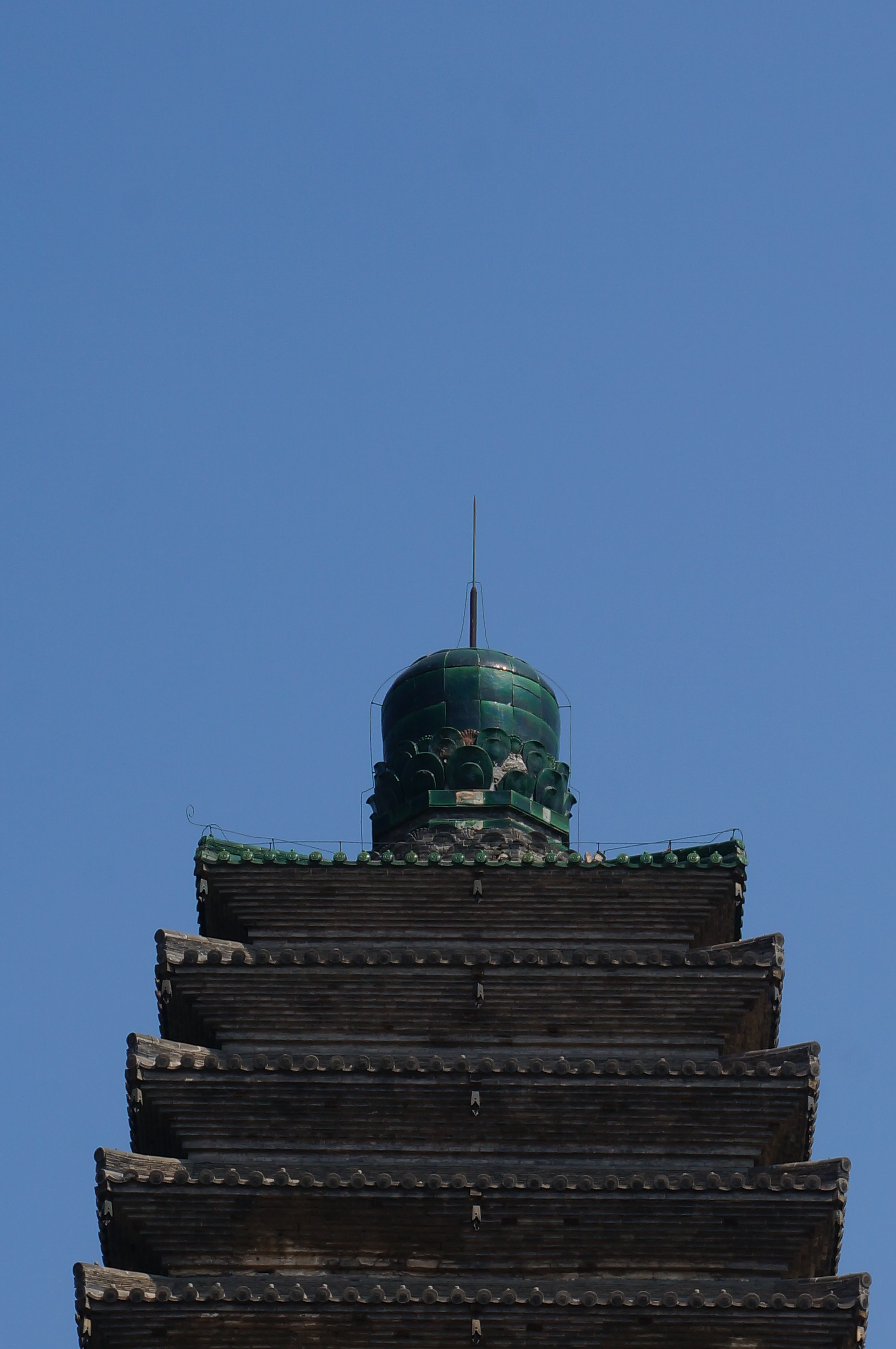
塔刹

塔身位于须弥座之上，高6.32米，4个转角处均有砖雕倚柱，底部有下槛，顶部有砖雕额枋，额枋上方为大檐。塔身四周均有砖雕造像，每面正中央均有一尊均有一尊密宗金刚界四方如来坐佛，均头戴宝冠，颈部系有璎珞，身披袈裟，结跏趺坐。其中东面为阿閦佛，下坐五象座；西面为阿弥陀佛，下坐五孔雀座；北面为不空成就佛，下坐五翅金鸟座；南侧为宝生佛，下坐双马座。每座如来造像两侧各有一尊胁侍菩萨，各面胁侍菩萨的造型基本相同。每面的胁侍菩萨与其同侧的倚柱之间各有一座灵塔浮雕，所有8座灵塔均为13级密檐式方塔，高3.2米。灵塔内侧立碑，碑身刻写塔名。各灵塔自南面东侧顺时针依次为：净饭王宫生处塔、菩提树下成佛塔、鹿野苑中法轮塔、给孤独园名称塔、曲女城边宝阶塔、看阁崛山般若塔、庵罗卫林维摩塔、婆罗林中圆寂塔。除东面南侧的灵塔塔身上为释迦牟尼涅槃像、东面北侧为维摩大士像外，其余6尊灵塔上均雕刻有释迦摩尼坐像。灵塔和坐佛的正上方各雕刻有1对飞天，每面共计3对。

### 塔檐和塔刹
塔檐部分共计13层，其中第一层至第十一层均为隋唐塔的第四层至第十四层塔檐改造而成，而第十二层和第十三层均为辽代重建。第一层为仿木砖雕斗拱大檐，高1.64米，出檐1.96米。自第二层以上，塔檐逐渐收分。塔檐部分上方为塔刹。该塔刹底部为砖砌八角形莲座，莲座上方为束腰和绿釉琉璃莲座，莲座上方为覆钵。
塔檐第十二层中间，塔心室的顶部以上为天宫，可分为门道、甬道和宫室三部分，其中门道向南开，长1.03米，宽1.43米，高1.72米，门道北侧为甬道，南北长1.2米，东西宽1.8米，高1.72米。甬道北端为宫室，方形，边长1.39米，高1.27米。宫室和门道的顶部均用木板覆盖，木板上方为塔体，内部表面原本均刷有白灰，现已全部脱落。整座天宫内有明显的被雷击后焚烧的痕迹。

### 地宫

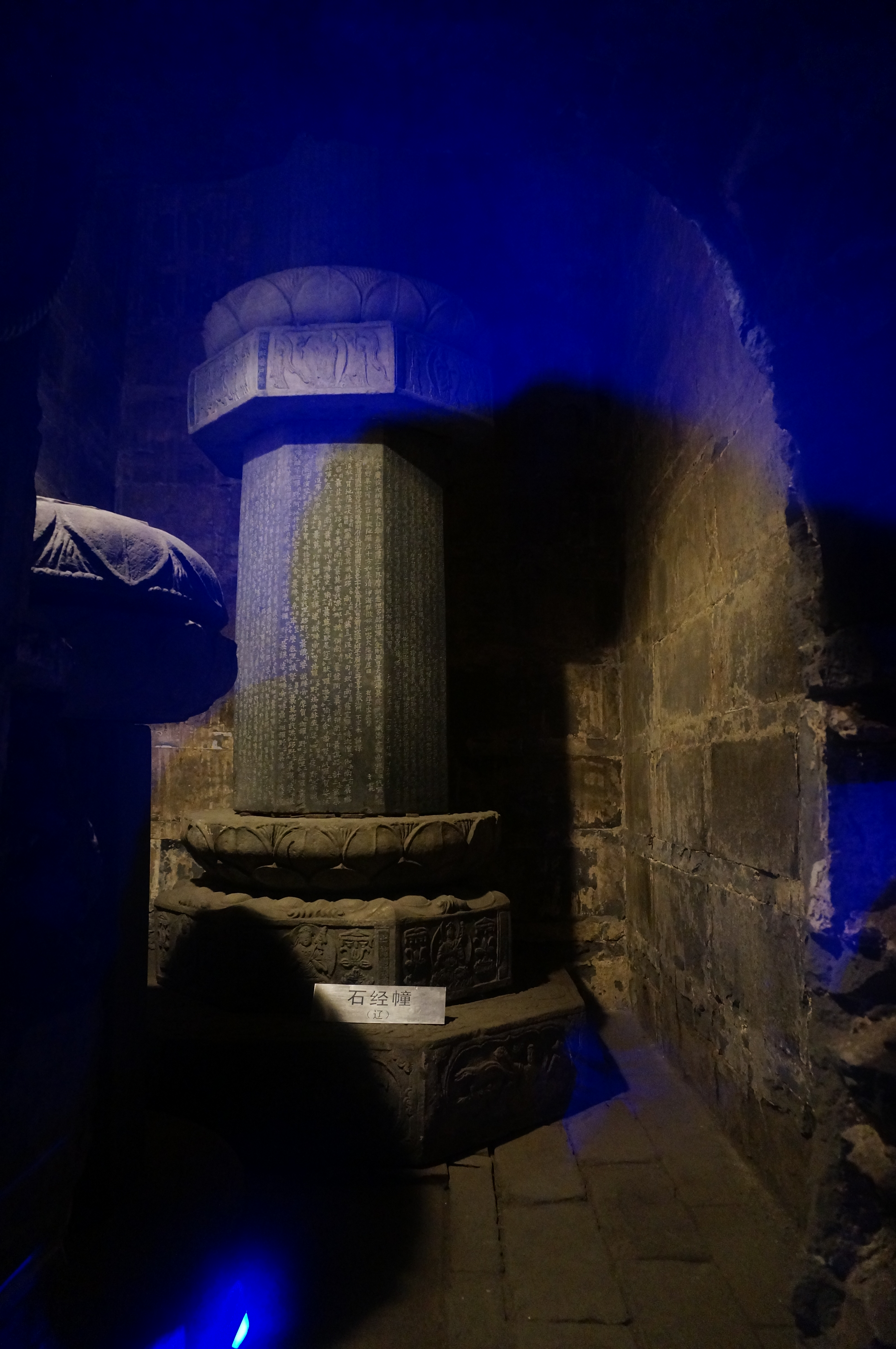
地宫及石经幢

台基的南侧走廊可通向塔下地宫，地宫高4.48米，东西长1.76米，南北长2.05米。四周和地面均由青砖砌筑，并用白灰填缝，顶部则为柏木板材质，在过去曾被盗窃，发现时内部已被严重扰乱。塔下地宫南侧墙壁有方孔，向上直通塔心室。宫室正中有一座石经幢，石经幢为砂岩材质，平面为八角形，自下而上可分为被发现时除其中一节倒在地面上外，其余三节叠置。修复后通体高5.26米。最底部为的第一节座可分为三部分，最底层为八角形，直径1.21米，其中四个侧面雕刻有脸盆，其余则雕刻有飞天；第二层侧面浮雕有菩萨造像；第三层为仰莲圆座。第二节座为八角座，上刻有过去七佛，每尊佛两旁均有胁侍菩萨。第三节座雕刻有八大灵塔和塔名，边栏有题有药师七佛的名字。第四节座上雕刻有八国诸王分舍利的故事。基座第四节座上方为幢身，幢身侧面雕刻有《大佛顶如来放光悉但多钵怛罗陀罗尼经》、《大随求陀罗尼经》、《般若波罗蜜多心经》、《佛说金刚大摧碎延寿陀罗尼经》、《佛顶尊胜陀罗尼经》、《大轮陀罗尼》、《大乘百字密语》等经文，最后留有刻经人题名，其中的时间为“重熙十三年”。

## 文物
1973年，考古人员从台座的东南角发掘出了1件北魏佛像和4件唐代力士像。

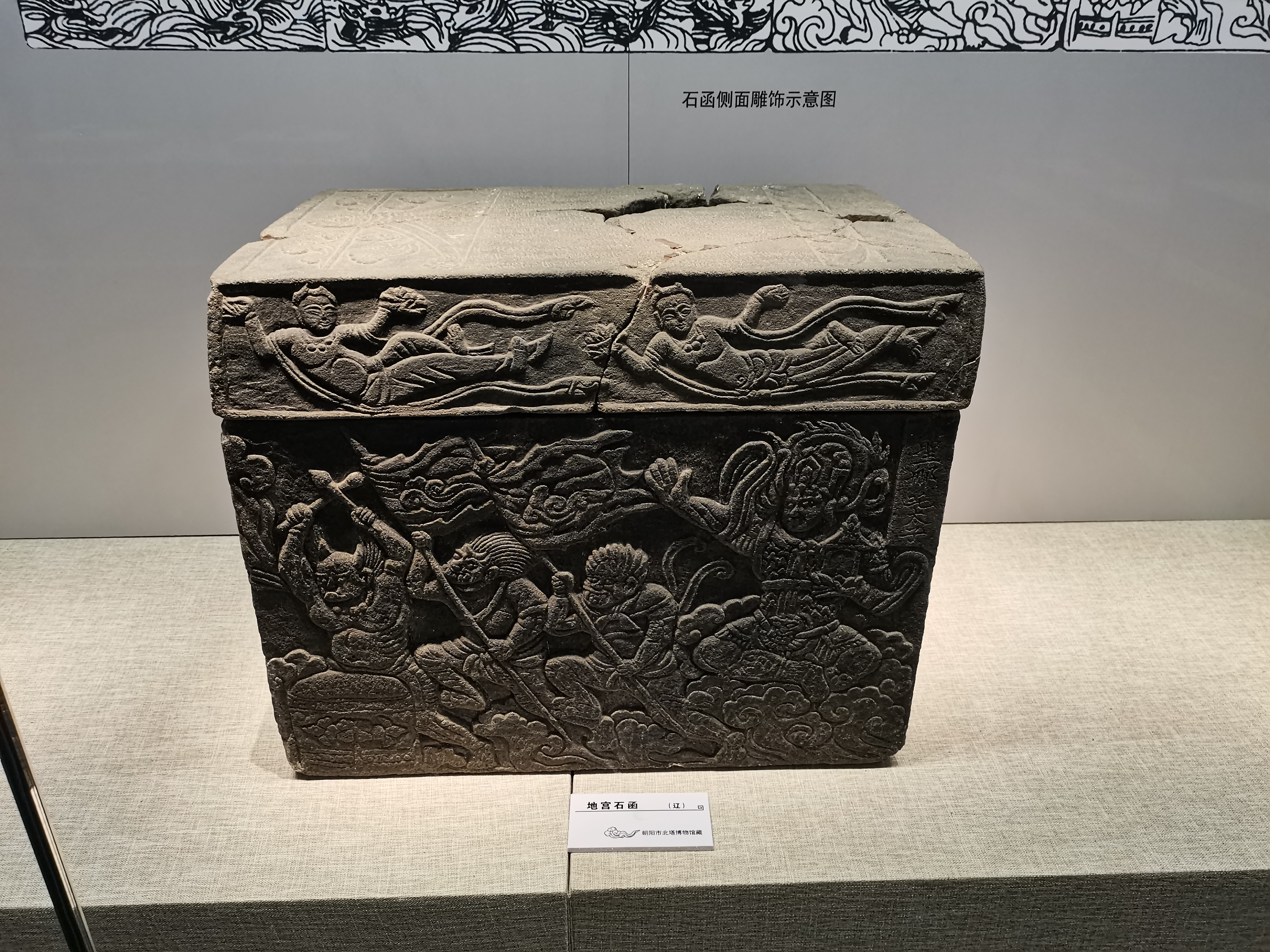
朝阳北塔地宫石函，北塔博物馆展出

1986年，考古队员在天宫和地宫内发现大量文物。天宫内除石函外，共计出土1件金舍利塔、1件金盖玛瑙舍利罐、1件鎏金银塔、1件经塔、1件被烧毁的木胎银棺、1件宝盖、3尊鎏金铜菩萨像、4株银菩提树、1件灯笼形银质饰件、8件龙纹花式口银碟、10件花式口铜碟、1件银罐、1件银囊盒、1件筒形银瓶、9面铜镜，金盖玛瑙罐内还有2粒释迦牟尼真身舍利。此外，还有1件莲花纹白瓷净瓶、9件蝶文白瓷方盘、7件花式口白瓷圆碟、2件装有铜钱和药材等物品的白瓷罐、1件金盖鸟形玻璃瓶和1件七棱柱状玻璃瓶、2件玉璧、2个玉环、1件玛瑙斧、1条琥珀盘龙、1件玉飞天、1件玉雁、400余枚铜钱等。除此之外，天宫内还出现了明显的丝织物被烧毁的残迹。
地宫中有1件绿砂岩石函，1件白瓷子母狮、3件花式口白瓷方盘、4件花式口圆盘、2件白瓷碗、7件瓷碟、1个瓷罐。此外还有水晶、玉石、玛瑙、琥珀等材质的珠饰共计374粒，2件竹雕人物像，33枚铜钱，以及5件铜饰件。此外，考古队员在方孔内发现了大量的瓷器残片，以及1件铜莲座和148枚铜钱。

## 保护
由于曾遭受过雷击，20世纪80年代初时，朝阳北塔的塔檐顶部出现了明显的破损。1984年8月至1992年12月，中华人民共和国国家文物局拨款对朝阳北塔全面修缮和考察，维护工程结束后，朝阳北塔得以恢复原貌。1990年，依托朝阳北塔建立的佛教文化专题博物馆建成，即朝阳市北塔博物馆。1988年，朝阳北塔被列为全国重点文物保护单位。2003年，为了配合朝阳老城改造，朝阳北塔得以再次修缮。2004年，以朝阳北塔为中心的北塔广场正式建成并对公众开放。同年，朝阳北塔博物馆的新址建成，并于2006年正式对外开放。2015年，辽宁省文化资源建设服务中心为朝阳北塔拍摄了以留存影像资料为目的的纪录片。

## 图集
- 朝阳北塔博物馆
- 波斯琉璃瓶（辽），北塔博物馆展出
- 金舍利塔（辽），北塔博物馆展出
- 七宝塔，北塔博物馆展出
- “吉星高照”刻字砖（辽），北塔博物馆展出
- 北魏夯土台基